# Au pays de Candy
 (mai 2013).
Si vous disposez d'ouvrages ou d'articles de référence ou si vous connaissez des sites web de qualité traitant du thème abordé ici, merci de compléter l'article en donnant les références utiles à sa vérifiabilité et en les liant à la section « Notes et références ».
Au pays de Candy est le premier générique français du dessin animé japonais Les aventures de Candy (titre original : Candy Candy). 
La version originale japonaise, composée par Takeo Watanabe et écrite par Keigo Nakita (d'après référence du 45 tours Les chansons de Candy-Candy) pour le premier générique japonais du dessin animé s'intitule Watashi wa Candy, et est interprétée par Mitsuko Horie.

## Historique
En 1978, le générique de début est traduit en français par Charles Level pour la diffusion française et québécoise du dessin animé (diffusé dans Récré A2 sur Antenne 2 en France). Il devient Au pays de Candy, dont les premières paroles sont : « Au pays de Candy, comme dans tous les pays, on s'amuse, on pleure, on rit, il y a des méchants et des gentils... ». Ce générique du début est interprété par Dominique Poulain.
Devant le succès du dessin animé, ce générique est édité en 45 tours 4 titres sous le titre Les chansons de Candy-Candy et sort en 1979 chez Adès/Le Petit Ménestrel. Il comprend comme autres chansons Candy s'endort (générique de fin du dessin animé qui sera ensuite remplacé par Qu'elle est loin ton Amérique, Candy interprété par Dorothée) (à nouveau signé Keigo Nakita et Takeo Watanabe pour la version originale et Charles Level pour l'adaptation française) puis également Le rêve de Candy et Le pique-nique de Candy (chansons faisant partie du dessin animé, signées Takeo Watanabe (versions originales) et Jean Baïtzouroff pour les adaptations françaises). 
Ce disque 45 tours rencontre le succès, à tel point que Dominique Poulain est invitée sur les plateaux de télévision pour chanter Au pays de Candy et Candy s'endort, chose plutôt rare à l'époque pour ce qui concernait les génériques de dessins animés. 
Au pays de Candy par Dominique Poulain sera repris sur certaines compilations de génériques de dessins animés notamment (avec également Candy s'endort) : Chansons originales des génériques T.V. sortie chez Adès/Le Petit Ménestrel en 1986. Des reprises seront également faites, par exemple par Dorothée en 1981 sur l'album Dorothée et ses amis Willy, Ariane et Patrick chantent. 
Ce générique sera néanmoins remplacé en 1988 par Candy chanté par Dorothée lorsque le dessin animé sera diffusé sur TF1 dans le Club Dorothée.
Le 45 tours Les chansons de Candy-Candy a été ré-édité en 2003, dans une ré-édition de luxe de la compilation Double écho de la chanteuse comédienne de doublage Amélie Morin, qui, dès 1979, doublait le personnage de Candy pour la version française du dessin animé.

## Autour de cette chanson
D'autres chansons sur le personnage de Candy ont été faites. Notamment Candy, je suis ton amie par Dorothée en 1983, Candy grandit par Marie Myriam en 1983 et Le Noël de Candy par Hélène Rollès en 1988.

## Influence
En 1993, le rappeur Fabe en featuring avec le groupe Sléo y fait référence phonétiquement à travers ses paroles Au pays des bandits comme dans tous les pays sur le titre Ne joue pas avec le feu.
En 2003, le rappeur MC Solaar y fait référence phonétiquement à travers son titre Au pays de Gandhi. 
En 2013 le livre Au pays de Candy, enquête sur les marchands d’armes de surveillance numérique de Jean-Marc Manach.
En 2013, le rappeur Swift Guad y fait référence dans son titre AmStramGram où il revisite les classiques pour enfants, avec le vers : "le pays de Candy est devenu gris anthracite".